# Toni Musulin
Pour les articles homonymes, voir Musulin.
Toni Musulin, né le 8 juin 1970 à Saint-Martin-d'Hères, est un convoyeur de fonds français condamné en 2010 pour avoir dérobé 11,6 millions d'euros à bord de son fourgon à Lyon le 5 novembre 2009. Condamné à trois ans de prison ferme pour vol simple sans violence, les magistrats lui imputeront également deux années supplémentaires pour une escroquerie à l'assurance concernant une Ferrari qu'il s'était achetée avant son détournement de fonds.

## Biographie
Le père de Toni Musulin, Vinko Musulin, est un électricien croate ayant émigré en France en 1965 à vingt-deux ans. Toni Musulin naît à Saint-Martin-d'Hères mais grandit, avec son frère et sa sœur, à Seynod, après que sa famille y eut emménagé peu de temps après sa naissance. 
Arrivé à l'âge adulte, il exerce la profession d'électricien comme son père, puis devient convoyeur de fonds chez Loomis à la fin des années 1990, entreprise dans laquelle il travaille pendant dix ans, jusqu'à l'affaire du détournement de fonds. Sa mère, d'origine serbe, est divorcée à cette époque et vit en Nouvelle-Calédonie avec sa fille Laurène.
Entre-temps, Toni Musulin crée une SCI (SCI Jacquemart) par laquelle il devient propriétaire d'un immeuble au 16 rue Jacquemart à Romans-sur-Isère dans la Drôme. Le rez-de-chaussée est loué à une commerçante. 
Peu avant le vol, il vide tous ses comptes bancaires, qui comptent à ce moment environ 100 000 €. 
Il a trente-neuf ans quand éclate l'affaire du détournement de fonds.

## Affaire du détournement de fonds
Le 5 novembre 2009 à 10 heures du matin à Lyon, alors que son convoi a effectué un chargement à la Banque de France et poursuit sa tournée avant de rejoindre le centre fort de Loomis. Toni Musulin, resté seul au volant de son fourgon, démarre et disparaît, laissant ses deux collègues sur place au siège d'une société où ils doivent se faire remettre plusieurs sacs contenant une nouvelle collecte de monnaie. Le fourgon est retrouvé vide, garé les portes ouvertes dans une zone industrielle, par la police qui annonce un vol s'élevant à 11,6 millions d'euros en billets neufs non répertoriés et dont les numéros n'ont pas été relevés, ce qui représente 37 sacs thermo-soudés et 11 cartons de coupures de 500, 50 et 5 euros. Les enquêteurs découvrent deux jours plus tard environ 9,1 millions d'euros dans un box souterrain loué sous une fausse identité par le convoyeur lyonnais, mais le propriétaire a reconnu la photo de son locataire dans un journal. Toni Musulin n'a en effet pas eu le temps de cacher tous ces billets dans un mur à double fond qu'il avait érigé au préalable dans ce box souterrain. Interpol émet rapidement une « notice bleue », mais pas de mandat d'arrêt.
L'affaire est dès son départ très médiatisée et Toni Musulin, en fuite, fait l'objet de nombreux commentaires sur Internet : des internautes lui consacrent une dizaine de sites internet et de groupes Facebook en le présentant comme un « héros », face aux banques qu'ils jugent responsables de la crise financière. 
Les enquêteurs découvrent également que Toni Musulin s'est rendu dans un commissariat de police, seulement deux jours avant le vol, pour porter plainte. Dans sa déposition, le convoyeur signale l'incendie d'un véhicule — un Renault Kangoo — qu'il a loué quelques jours plus tôt, au sein d'une agence de location CarGo, à Villeurbanne. Respectueux des règles, le convoyeur se déplace plusieurs fois à l'agence pour fournir les pièces nécessaires et le constat d'accident. Il suit également les recommandations de l'agence qui lui conseille de déposer plainte. Il se rend donc par deux fois au commissariat. En remplacement du Kangoo endommagé, CarGo lui met à disposition un second véhicule. C’est dans ce véhicule que Tony Musulin transporte l'argent jusqu’à son box et que seront retrouvés les 9,1 millions d'euros.
Toni Musulin se rend à la police monégasque le 16 novembre 2009, puis est remis à la justice française le lendemain. Lors de ses auditions, il reconnaît le détournement, mais nie avoir gardé les 2,5 millions d'euros manquants. L'instruction est close en janvier 2010. 
Entre-temps, les avocats de Toni Musulin déposent plusieurs demandes de remise en liberté, toutes rejetées. 
Le 11 mai 2010, il est condamné en première instance à trois ans de prison ferme pour vol et tentative d'escroquerie par le tribunal correctionnel de Lyon. Le 12 mai 2010, le procureur de la République de Lyon, Marc Désert, fait appel et, le 2 novembre 2010, sa peine est alourdie à cinq ans de prison ferme, cinq ans d'interdiction d'exercer sa profession, cinq ans de privation des droits civiques, civils et de famille et 45 000 euros d'amende, pour, selon les dires du procureur, qu'il ne profite pas dans la tranquillité des 2,5 millions.
Incarcéré, il est placé à l'isolement, pour ne pas subir la pression des codétenus cherchant à savoir où sont passés les 2,5 millions d'euros manquants. Son pourvoi en cassation contre sa condamnation à cinq ans de prison ferme est rejeté le 13 juin 2012.
Entre-temps, Toni Musulin est condamné le 4 février 2011 par le tribunal de grande instance de Lyon, à verser 261 984,84 euros de dommages et intérêts à son ancien employeur, la société de transport de fonds Loomis. 
Ayant bénéficié d'une remise de peine pour bonne conduite,, il sort de la prison de la Santé de Paris le 29 septembre 2013, en toute discrétion, après avoir purgé quatre ans.

## Arrestation à Londres
Le 25 juin 2019, il est arrêté à Londres et placé en garde à vue alors qu'il tentait de changer la somme de 50 000€ en liquide dans un bureau de change avant d'être relâché deux jours plus tard,.

## Adaptation cinématographique

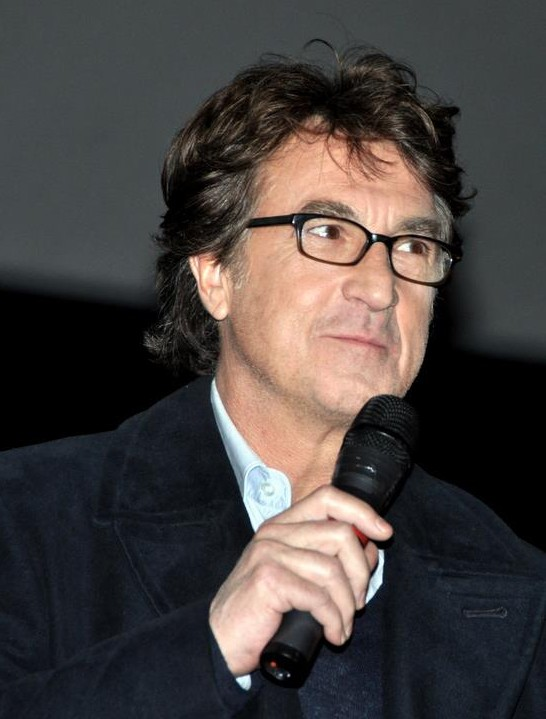
François Cluzet a interprété le rôle de Toni Musulin dans le film 11.6.

Un téléfilm inspiré de l'affaire Musulin, 1, 2, 3, voleurs, est réalisé par Gilles Mimouni en 2011.
Une adaptation cinématographique de l’affaire sort en France le 3 avril 2013. Intitulé 11.6, le film met en scène François Cluzet dans le rôle de Toni Musulin,.